# Borocera
Borocera is een geslacht van vlinders van de familie spinners (Lasiocampidae), uit de onderfamilie Lasiocampinae.

## Soorten
- B. attenuata (Kenrick, 1914)
- B. aurantiaca (Viette, 1962)
- B. cajani Vinson, 1863
- B. madagascariensis Boisduval, 1833
- B. madinyka Conte, 1909
- B. marginepunctata Guérin-Méneville, 1844
- B. mimus De Lajonquière, 1972
- B. nigricornis De Lajonquière, 1972
- B. regius De Lajonquière, 1973